# 莎拉·霍尔农
莎拉·霍尔农（德語：Sarah Hornung，1996年4月14日—）生于沃州，是一名瑞士女子射击运动员，主攻步枪。她在2008年开始接触射击，不久后便爱上了这项运动，两年后，她加入伯恩州代表队，2011年，她又加入瑞士青年国家队。并在同年开始参加国际比赛，她在青年时期获得过2014年南京青奥女子10公尺空气步枪金牌。2016年，她出战里约奥运，获得女子10公尺空气步枪第21名。2017年9月，她宣布结束自己的运动生涯。